# Баркасово (Калининградская область)
Баркасово — посёлок в Зеленоградском районе Калининградской области. Входил в состав Красноторовского сельского поселения.

## История
В 1946 году Ной Кацкайм был переименован в поселок Баркасово.

## Население
| 2002 | 2010 |
| ---- | ---- |
| 26   | ↘23  |

Ной Кацкайм впервые упоминается в документах 1834 года, в 1893 году в нем проживали 113 человек.